# ابن صاحب الصلاة
ابن صاحب الصلاة  هو أبو محمد عبد الملك بن محمد بن احمد بن إبراهيم الباجي المعروف بابن صاحب الصلاة (توفي سنة 594هـ/1197م) هو مؤرخ، أصله من مدينة باجة في جنوب البرتغال الحالية، ثم استوطن إشبيلية، ولا يُعرف شيء عن أوليته، ولا عن نشأته وتربيته.لكن المراكشي أشار إلى أنه صنف «تاريخ ثورة المربدين بالأندلس»، و«دولة عبد المؤمن ومن أدرك بحياته من بنيه». ولكن بمراجعة السفر الثاني من كتاب المن بالإمامة تتوضح أمور كثيرة في حياة هذا المؤلف، وقد أشار إلى ذلك محقق الكتاب الدكتور عبدالهادي التازي، الذي كتب بين يدي تحقيقه مقدمة توضح الكثير مما كان مبهَمًا في حياة ابن صاحب الصلاة.
وكان ابن صاحب الصلاة من المولعين بالأسفار، فلقد ذرع بلاد الأندلس وشمال إفريقية جيئة وذهابًا، وقابل الكثير من أعلام الزمن، وعاصر غير قليل من أحداث حقبة الموحدين، وأخذ الثقات من كبار المؤرخين وهو من الدقة بحيث يذكر الأحداث بأيامها في نطاق الأسبوع، وتاريخها في نطاق الشهرين العربي والعجمي، والسنتين الهجرية والميلادية.

## من مؤلفاته
لم يصل إلينا من كتب ابن صاحب الصلاة سوى السفر الثاني من كتاب المن بالإمامة، الذي يتألف من ثلاثة أسفار.
وقد اعتمد ابن عذاري هذا الكتاب بأسفاره الثلاثة، كما أشار مرة واحدة إلى كتابه الآخر «ثورة المربدين» الذي أسماه «تاريخ المربدين الثوار»، وهذا الكتاب يعالج حِقبة قلقة من تاريخ الأندلس، تتناول إحدى الثورات التي قامت على المرابطين في أواخر حكمهم هناك.